# Каханов, Семён Васильевич
Семён Васильевич Каханов (Коханов) (1787—1857) — русский генерал, Грузинский гражданский губернатор.

## Биография
Родился в Калуге 16 (27) января 1787 года. Происходил из дворян Кахановых Тамбовской губернии. 
Воспитывался в 1-м кадетском корпусе, откуда выпущен 12 июня 1802 года подпоручиком в Свиту Его Императорского Величества по квартирмейстерской части.
Был в походах и сражениях: в 1807 г. в войне с Францией, в 1808—1809 гг. с Швецией, причем за занятие города Умео получил золотую шпагу с надписью «За храбрость» (24 мая 1809 года), в Отечественной войне 1812 года и в Заграничных походах 1813 и 1814 г. и за дела под Бауценом и на Вильгельмсбурге получил ордена Св. Владимира 4-й степени и Св. Анны 2-й степени.
Был назначен 6 февраля 1822 года, в чине полковника (произведён в 1821 году), обер-квартирмейстером Гренадерского корпуса. С 26 августа 1826 года состоял командиром Астраханского гренадерского полка и 26 ноября 1826 года за беспорочную выслугу 25 лет в офицерских чинах был награждён орденом Св. Георгия 4-й степени (№ 3894 по кавалерскому списку Григоровича — Степанова).
С 14 апреля 1829 года — генерал-майор. С 1830 по 1839 годы командовал несколькими бригадами и дивизиями. В 1829—1831 гг. участвовал в войне с горцами на Кавказе, причём командовал отрядом войск в Северном Дагестане и за дела против отряда Кази-Муллы получил орден Св. Анны 1-й степени и аренду по 1000 рублей на 12 лет.
С 15 декабря 1839 года он был назначен Грузинским гражданским губернатором; с 10 июня 1841 года состоял членом Совета главного управления Закавказского края.
7 апреля 1846 г. произведён в генерал-лейтенанты.
Умер 14 (26) апреля 1857 года в Санкт-Петербурге, похоронен на Волковом православном кладбище.

### Семья
Каханов был женат дважды:
- первым браком — на Марии Ивановне урождённой Стаде. У них было двое детей: 
  - Василий (1816 — после 1871, генерал-майор)
  - Мария (1817—?).
- вторым браком — на Елизавете Христофоровне урождённой фон Карстен. Их дети:
- Александр (1820—1887), действительный статский советник[1]
- Николай (1822—1888), генерал-лейтенант
- Иван (1825—1909), Виленский, Ковенский и Гродненский генерал-губернатор, член Государственного совета
- Михаил (1833—1900), товарищ министра внутренних дел, член Государственного совета.